# ملتي ثفت أوتو
مَلتي ثِفتْ أوتو (بالإنجليزية: Multi Theft Auto)‏ أو MTA إختصارًا. هو تعديل برمجي جماعي اللعب مفتوح المصدر لإحدى ألعاب سلسة جراند ثِفت اوتو ؛ جراند ثِفت أوتو: سان اندرياس. بالإضافة إلى اللعبتين جراند ثِفت اوتو: 3 وجراند ثِفت أوتو: فايس ستى مسبقًا. يتناول التعديل بشكل عام إتاحة اللعبة على شبكة الانترنت معتمدًا على خوادم مستقلة من صنع أفراد مستقلين تختلف عن طور القصة.

## تاريخ
تم إصدار النموذج الأولى بتاريخ 9 فبراير 2003 لجراند ثِفت أوتو: 3 من برمجة إحدى المستخدمين بإسم "IJsVogel". استلهم الفكرة من صورة على الانترنت لبرنامج فرنسي يتيح جراند ثِفت اوتو: 3 على الشبكة، والتى اتضحت لاحقًا أنها مجرد صورة مزيفة. قام عندما كان يبلغ من العمر 14 عام، بإحياء الصورة ليقوم ببرمجة أول برنامج يتيح إحدى ألعاب سلسلة جراند ثِفت اوتو على الشبكة. حاز البرنامج على شهرة واسعة في وقت قصير، ومن اهم اسباب انتشار اللعبة هي مجلة ألعاب فيديو شهيرة، حسب قول إحدى المستخدمين القدامى"Jhxp"، أنه قد قرأ عن البرنامج في إحدى المجلات. نشر مستخدم مقالة مصغرة في منتدى ألماني لألعاب الفيديو وبحسب قول المؤسس، زاد المقال من أعداد اللاعبيين. وبمرور وقت قصير انضم العديد للمساعده في تطوير المشروع. بل وظهر البرنامج على إحدى قنوات العاب الفيديو التلفزيونية "G4TV" في محاورة هاتفية مع إحدى المطوريين "كريس ماك أرثر". تمكن الفريق من إضافة لعبة جراند ثِفت أوتو: فايس ستي، جراند ثِفت اوتو: سان اندرياس وجراند ثِفت أوتو: 4 بعد للبرنامج عقب صدورهم لأجهزة الحاسب الشخصي ولكن تخلى الفريق عن الاخيرة بسبب إصدار روكستار جيمز لإمكانية اللعب الجماعي لها لاحقًا. ترك الفريق الفريق GTA 3 وGTA VC كليًا وصُب تركيزهم على GTA SA لإمكانيتها الكبيرة للتعديل، وتم تحسين البرنامج بإضافة الادوات مثل محرر الخريطة و تحديث واجهة المستخدم واهمهم، إمكانية إستضافة المستخدمين لخودامهم الخاصة، بدأت الخوادم بأطوار بسيطه مثل: السباق "Race gamode"، تصادم السيارات "Derby" وقتال حتى الموت "Deathmatch". والان يوجد مختلف افكار الاطوار الممكنة، مثل سيرفر عن الحرب العالميه الثانية"SAAW server" و حروب العصبات "Gang wars" وحماية الرئيس"Protect the president" ولعب الادوار او الحياة الواقعية "Role play".

## معلومات حول اللعبة
اللعبة تعتبر قديمة ولكنها قد حازت على الإعجاب في أغلب أنحاء العالم، وبعد انتشارها بكثرة صنعَ بعض المطورين إصدار أونلاين من اللعبة، حيث يُمكن أن يُشارك في اللعب اللاعبون والأصدقاء من جميع أنحاء العالم، ويجد صانعوا اللعبة أن ذلك كان تطوراً كبيراً، فقد انتشرت الخبرات من بعض أطراف المحترفين فيعدلون اللاعبين العاديين على الأسلحة بواسطة برامج خاصة، وأصبحت الإدارة قوية، وانتشرت برامج تعديل هذه اللعبة مثل: "TXD WorkShop" الذي يعدل على خامات اللعبة والشوارع والمباني فيعدلها بعض اللاعبين، وإنتاج نسخ جديدة من اللعبة ويمكنك البرمجة السكربتات الذي هي أساس اللعبة برمجة النصوص البرمجية الذي تعتمد على لغة Lua يمكنك إنشاء هذه النصوص البرمجية.

## السيرفرات باللعبة
تتنوع السيرفرات باللعبة ولكن غالبا مايفضل اللاعبين سيرفرات الهجولة أو اللعب الحر وذلك لامكانية صنع أي مركبة تريد وقتل اللاعبين والمشاركة في مسابقات وجمع المال، وغالبا مايفضل اللاعبين العرب بان يكون السيرفر مميز عن غيره وهنالك العديد من العوامل مثل السكربتات والمابات والسيارات والشخصيات الحصرية بالسيرفر.

## معلومات
ملتي ثفت اوتو هو عبارة عن برنامج لتشغيل لعبة سرقة السيارات الكبرى (سلسلة) اون لاين ليتيح للاعبين لعب اللعبة مع اصدقائهم، اللعبة قديمة ولكنها قد حازت على الإعجاب في أغلب أنحاء العالم، حيث يُمكن أن يُشارك في اللعب اللاعبون والأصدقاء من جميع أنحاء العالم، ويجد صانعوا اللعبة أن ذلك كان تطوراً كبيراً، فقد انتشرت الخبرات من بعض أطراف المحترفين فيعدلون اللاعبين العاديين على الأسلحة بواسطة برامج خاصة، وأصبحت الإدارة قوية، وانتشرت برامج تعديل هذه اللعبة مثل: "TXD WorkShop" الذي يعدل على خامات اللعبة والشوارع والمباني فيعدلها بعض اللاعبين، وإنتاج نسخ جديدة من اللعبة ويمكنك برمجة السكربتات التي هي أساس العبه برمجه السكربتات التي تعتمد على لغه لوا ومن أهم النسخ الذي تم تصميمها النسخة السعودية من اللعبة جراند السعودي أو grand theft auto ksa المعدلة عن طريق شخص واحد فقط !!

## متطلبات اللعبة
1. ملتي ثفت اوتو تستطيع لعبها على نظام مايكروسوفت ويندوز فقط.
2. يلزم ان تكون لديك نسخة عن اللعبة الشهيرة سرقة السيارات الكبرى (سلسلة)
3. كما انصح بأن تكون مواصفات حاسوبك جيدة عموما لتسطتيع لعب اللعبة برفاهية.

## الرومات باللعبة
1. سيرفر حرب العصابات سايت أو CIT

كما تستطيع البحث عن السيرفرات العربية باللعبة بكتابة " KSA " فجميع السيرفرات العربية تحتوي على هذا المصطلح كما تضم اللعبة سيرفرات حرب العصابات وسيرفرات الريس والحروب والتفحيط.

## مواقع داعمة للعبة
هنالك عدة مواقع تدعم اللعبة من ناحية السكربتات والمابات والسيارات وشخصيات اللعبة ومن أشهر المواقع الداعمة للعبة موقعها الرسمي  يمكنك الكتابة بمحرك البحث جوجل عن Multi Theft Auto أو كتابة MTA SA ، وعندها سوف يظهر لك موقع اللعبة وتستطيع من خلالة تزويد سيرفرك بالسكربتات وما إلى ذلك.

## معنى مصطلحات اللعبة
- القيم مود (بالإنجليزية: Game Mode)‏ هو المحور الذي يعمل عليهِ السيرفر وهنالك قيم مود للسباقات والحروب وحروب العصابات والتفحيط.
- السكربتات هي عبارة عن اضافات مهمة تساعد الاعبين وتجذبهم نحو السيرفر.
- الماب وهو عبارة عن صنع مباني أو حلبات سباق وما إلى ذلك بقصد إضافة أماكن جديده إلى اللعبة

## صنع خادوم
السيرفرات باللعبة غير مجانية هنالك من يقوم بشراء سيرفرات VPS لانشاء سيرفر وهنالك من يقوم بشراء سيرفر من استضافات مبالغ ماليه شهريا ومن أشهر هذه الاستضافات استضافة ديلوكس فهي توفر الدعم والسرعة للاعبين وايضا بها دعم عربي.

## انتشار اللعبة
حضت ملتي ثيفت اوتو بانتشار واسع بين اللاعبين وخصوصا بين اللاعبين العرب وذلك لسهولة التعديل على محتويات اللعبة، مثل التعديل على المركبات والسكربتات وتصميم المابات.